# Knockcurraghbola Crowlands I und II

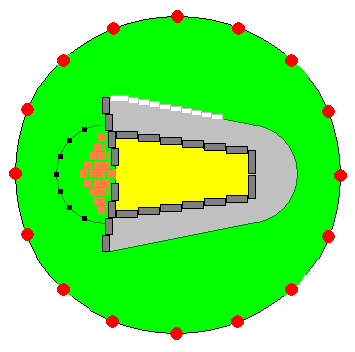
Prinzipskizze Wedge Tomb am Beispiel von Island

Die Wedge Tombs von Knockcurraghbola Crowlands I und II oder West und Ost sind einst mächtige Wedge Tombs am Südhang eines kleinen Hügels im Townland Knockcurraghbola Crowlands (irisch Tailte Corónach Chnoc Corrbhuaile) im County Tipperary in Irland. Sie liegen etwa 1,8 km südwestlich vom Wedge Tomb von Knockcurraghbola Commons. Wedge Tombs (deutsch „Keilgräber“), früher auch „wedge-shaped gallery grave“ genannt, sind ganglose, mehrheitlich ungegliederte Megalithbauten der späten Jungsteinzeit und der frühen Bronzezeit.

## Crowlands I oder West
Weitgehend erhalten sind die innere und äußere Wand, die eine sehr enge und lange Kammer umschlossen haben, deren Decksteine fehlen. Am Fuße eines Baumes liegen einige Felsen, die vielleicht die Deckplatten und weitere Orthostaten der Anlage waren. Das Wedge tomb ist in der normalen Weise der Anlagen dieses Typs nach Nordosten ausgerichtet.

## Crowlands II oder Ost
Etwa 150 m von Crowlands West liegt Crowlands Ost ein weitgehend zerstörtes Wedge tomb, von dem nur zwei Steine erhalten blieben. Der Rest der Steine könnte dazu gehören oder aber Feldsteine sein. Es ist jedoch Südwest-Nordost orientiert und folgt damit dem normalen Muster für Keilgräber.